# Daniel Pasupasu
Compléments
Pasupasu eut une grande influence politique durant la seconde moitié du XXe siècle
Daniel Pasupasu, né le 21 février 1921 à Kikombo (Congo) et mort (accidentellement) le 6 mai 1989 à Kinshasa (Congo) est un prêtre jésuite congolais. De sa nomination comme recteur du grand-séminaire de Mayidi à sa mort, il occupa des postes importants de gouvernement dans l’Église du Congo, ce qui fait de lui un des ecclésiastiques congolais les plus influents de la seconde moitié du XXe siècle. 

## Biographie
Né dans une famille de chefs d’un village de la région du Kwango, Daniel Pasupasu fait des études au petit séminaire de Kinzambi puis au grand séminaire de Mayidi. Il est remarqué par ses professeurs comme étant particulièrement intelligent. Il est ordonné prêtre pour le diocèse de Kikwit le 7 août 1949.
Durant quelques années il est missionnaire de brousse dans la mission de Bandundu, mais il souhaite devenir jésuite. Le 14 septembre 1953 il commence son noviciat à Djuma. Sa formation le conduit ensuite à Louvain pour un complément d’études de philosophie et théologie et à l’université grégorienne de Rome où il obtient un doctorat en sociologie. On le destinait à diriger un centre social nouvellement fondé à Kinshasa, le CEPAS.
À son retour au Congo, en 1959, tout se passe différemment. Quelque temps chargé de la gestion du séminaire de Mayidi, il se trouve être le providentiel successeur du recteur, Pierre Bouckaert (1914-1992), lorsque ce dernier devient évêque du diocèse nouvellement érigé de Popokabaka (1960). L’indépendance du Congo est proche, et le moment est opportun de nommer un recteur congolais. Ce sera Daniel Pasupasu.
La charge est importante pour un congolais de 40 ans et les temps sont difficiles, dans l’exaltation et les troubles qui suivent l’indépendance du pays. Il remplit cette charge à la satisfaction de tous et se trouve ainsi sur une route qui le verra passer de postes en postes de gouvernement dans la Compagnie de Jésus. 
En 1971, il est supérieur de la région du Kwilu. L’année suivante, il est supérieur provincial des jésuites d’Afrique centrale. Après huit ans, il retourne en paroisse ; il est curé à Kingungi. Mais bientôt il est rappelé comme supérieur du Kwilu (1983). En 1986, lorsque Christophe Munzihirwa est fait évêque coadjuteur de Kasongo, le P. Pasupasu le remplace comme provincial des jésuites. Ce second mandat est interrompu par une fin tragique : Daniel Pasupasu meurt dans un accident de voiture, à Kinshasa, le 6 mai 1989. 
Plusieurs fois élu président de l’association des supérieurs majeurs du Zaïre (Congo), le P. Pasupasu participa à trois congrégations générales de la Compagnie de Jésus 1965-1966, 1975 et 1983. Il en était le plus jeune membre en 1965. Influent hors des milieux religieux également, le P. Pasupasu était un des rares à être encore écouté par Mobutu, durant les années de la dictature et du « parti unique ».